# Frithugyth
Frithugyth (nieznana data urodzenia ani śmierci) – królowa Wesseksu, żona króla Ethelhearda.
Jej imię pojawia się w Kronikach anglosaskich w kontekście pielgrzymki do Rzymu, którą podjęła wraz z mężem w 737 roku. 
Zachowały się dokumenty, w których występuje jako żona króla Wesseksu lub królowa Wesseksu. Są to akty darowizn, zarówno wystawione przez Ethelhearda jak i przez samą Frithugyth. Między innymi podarowała ona dużą posiadłość w Taunton na rzecz katedry w Winchester. Darowizna ta była później powiększona przez kolejnych władców Wesseksu i Anglii, w tym Ethelwulfa, Athelstana i Edreda.